# Energy d'Oklahoma City
Maillots
Dernière mise à jour : 9 août 2022.
L'Energy d'Oklahoma City (en anglais : Oklahoma City Energy), est une franchise de soccer professionnel basé à Oklahoma City, dans l'État d'Oklahoma, fondée en 2013. La franchise évolue en USL Championship, le deuxième niveau dans la hiérarchie nord-américaine, mais prend une pause en 2022 pendant que le Taft Stadium subit des rénovations majeures.

## Histoire
Le 20 décembre 2013, l'Energy d'Oklahoma City annonce son partenariat avec le Sporting de Kansas City, franchise de la Major League Soccer, et nomme le jeune retraité Jimmy Nielsen comme première entraineur de l'histoire du club.
Après une première saison en 2014 en USL Pro, l'Energy connait sa meilleure saison en 2015 lorsque l'équipe termine deuxième de sa conférence et atteint les finales de conférence, s'inclinant face au Galaxy II de Los Angeles. Le club ne renoue avec ce succès que lors de la saison 2017 avec un nouveau parcours jusqu'en finale de conférence où les protégés de Jimmy Nielsen sont éliminés par les Rangers de Swope Park. Les saisons suivantes sont difficiles et l'équipe ne parvient plus à se qualifier pour les séries éliminatoires de fin de saison.
En décembre 2021, le club et la ligue annoncent que l'Energy d'Oklahoma City ne participera pas à la saison 2022 de USL Championship en raison de travaux de rénovation majeurs au Taft Stadium, domicile de l'équipe, et reviendra normalement en 2023.

## Palmarès et résultats

### Bilan par saison
| Saison | Niv. | Saison régulière | Saison régulière | Saison régulière | Saison régulière | Saison régulière | Saison régulière | Saison régulière | Position   | Position | Séries                    | US Open Cup    | Affl. moy. saison régulière | Affl. moy. séries éliminat. |
| Saison | Niv. | M                | V                | N                | D                | BP               | BC               | Pts              | Conf.      | Ligue    | Séries                    | US Open Cup    | Affl. moy. saison régulière | Affl. moy. séries éliminat. |
| ------ | ---- | ---------------- | ---------------- | ---------------- | ---------------- | ---------------- | ---------------- | ---------------- | ---------- | -------- | ------------------------- | -------------- | --------------------------- | --------------------------- |
| 2014   | 3    | 28               | 9                | 4                | 14               | 32               | 37               | 32               | [ Note 1 ] | 10e/14   | Non qualifié              | Troisième tour | 3 784                       | N/Q                         |
| 2015   | 3    | 28               | 13               | 8                | 7                | 44               | 36               | 47               | 2e/12      | 4e/24    | Finale de conférence      | Quatrième tour | 4 635                       | 7 012                       |
| 2016   | 3    | 30               | 10               | 13               | 7                | 32               | 30               | 43               | 7e/15      | 14e/29   | Demi-finale de conférence | Quatrième tour | 4 950                       | N/A                         |
| 2017   | 2    | 32               | 14               | 7                | 11               | 46               | 41               | 49               | 6e/15      | 10e/30   | Finale de conférence      | Quatrième tour | 4 293                       | N/A                         |
| 2018   | 2    | 34               | 12               | 7                | 15               | 43               | 46               | 43               | 10e/17     | 20e/33   | Non qualifié              | Deuxième tour  | 4 298                       | N/Q                         |
| 2019   | 2    | 34               | 9                | 11               | 14               | 45               | 58               | 38               | 15e/18     | 28e/36   | Non qualifié              | Quatrième tour | 4 442                       | N/Q                         |
| 2020   | 2    | 16               | 1                | 7                | 8                | 12               | 29               | 10               | 17e/18     | 32e/35   | Non qualifié              | Non tenue      | N/A                         | N/Q                         |
| 2021   | 2    | 32               | 8                | 13               | 11               | 30               | 38               | 37               | 11e/16     | 23e/31   | Non qualifié              | Non tenue      | N/A                         | N/Q                         |

## Stades
Pour leur saison inaugurale, la franchise annonce qu'ils joueront au Pribil Stadium de Bishop McGuinness Fighting Irish.
Depuis la saison 2015, l'Energy d'Oklahoma City joue ses rencontres à domicile au Taft Stadium, d'une capacité de 7 500 spectateurs.

## Joueurs et personnalités du club

### Entraîneurs
Le tableau suivant présente la liste des entraîneurs du club depuis 2013.
| Rang | Entraîneur      | Nationalité | Début            | Fin              | Matchs | Victoires | Nuls | Défaites | % victoires | Palmarès |
| ---- | --------------- | ----------- | ---------------- | ---------------- | ------ | --------- | ---- | -------- | ----------- | -------- |
| 1    | Jimmy Nielsen   | Danemark    | 20 décembre 2013 | 16 novembre 2017 | 136    | 54        | 38   | 44       | 39.71%      |          |
| 2    | Steve Cooke     | Angleterre  | 20 décembre 2017 | 22 octobre 2019  | 72     | 23        | 18   | 31       | 31.94%      |          |
| 3    | John Pascarella | États-Unis  | 22 novembre 2019 | 4 juin 2021      | 23     | 1         | 11   | 11       | 4.35%       |          |
| 4    | Leigh Veidman   | Angleterre  | 4 juin 2021      | En poste         | 25     | 8         | 9    | 8        | 32.00%      |          |

## Soutien et image

### Groupes de supporters
Les principaux groupes de supporters de l'Energy d'OKC sont The Grid, et La Furia Verde.

### Rivalités
L'Energy d'OKC partage une rivalité dans l'État contre le FC Tulsa, se nomme le Black Gold Derby.